# Li Hongbing
Li Hongbing (10 agosto 1965) è un ex calciatore cinese, di ruolo difensore.

## Carriera

### Nazionale
Ha partecipato ai Mondiali Under-20 del 1985; successivamente, ha anche giocato 7 partite con la nazionale maggiore.